# Поов закон
Поов закон (engl. Poe's law) је интернет пословица која одражава чињеницу да је без јасне индикације о намјери аутора, тешко или готово немогуће утврдити разлику између искреног екстремизма и сатиричне пародије на екстремизам. Закон је добио име по Нејтану Поу, који га је први дефинисао.

## Закон и значење
Поов закон гласи:
Без намигујућег смјешка или друге несумњиве ознаке хумора, немогуће је направити пародију на фундаментализам коју неко неће схватити озбиљно.
Суштина Поовог закона је да је пародија нешто што је по природи ствари екстремно, те је није могуће разликовати од искреног екстремизма.
Последица Поовог закона је обрнут феномен, искрена фундаменталистичка увјерења се мијешају са пародијом.
Следећа последица, која произилази из сумње коју производи прва последица је позната као Поов парадокс. Парадокс је да свака нова особа или идеја која је довољно екстремна да би била прихваћена од стране екстремистичких група ризикује да буде одбијена због сумње да се ради о пародисти или пародији.

## Историја
Изјава која је данас позната као Поов закон први пут је формулисана 2005. на интернет сајту christianforums.com у дебати о креационизму
. Оригинална изјава је гласила:
| „ | Without a winking smiley or other blatant display of humor, it is uttrerly impossible to parody a Creationist in such a way that someone won’t mistake for the genuine article | ” |